# Бене, Кармело
Кармело Бе́не (итал. Carmelo Pompilio Realino Antonio Bene, 1 сентября 1937, Кампи-Салентина, Лечче — 16 марта 2002, Рим) — итальянский актёр, сценограф, режиссёр театра и кино.

## Биография и начало творческого пути
Несмотря на полученное религиозное воспитание весьма критически относился к своим учителям. Окончив классическую школу в Колледже Ардженто отцов иезуитов в Лече, делал попытки обучаться в различных учебных заведениях, в том числе и в Национальной академия театрального искусства имени Сильвио д'Амико, однако систематического высшего образования так и не получил.
Дебютировал как актёр в Риме, в постановке драмы Камю Калигула (1959). В 1960 поставил в Болонье спектакль-концерт по Маяковскому (музыка Сильвано Бусотти), который многократно варьировал и исполнял вплоть до 1982. Другим спектаклем, который Бене играл многие годы, был «Пиноккио» Карло Коллоди.

## Работа в кино
В 1967 Кармело Бене сыграл роль Креона в фильме Пазолини «Царь Эдип», одну из самых известных его ролей в кинематографе.
В 1967—1973 выступал как кинорежиссёр. Поставил фильмы Об Ардене из Февершема (1968, в основе — драма, опубликованная в 1592 и приписываемая Шекспиру), «Богоматерь турок» (1968, по собственному сценарию, специальный приз Венецианского кинофестиваля), «Дон Джованни» (1970, по Барбе Д’Оревильи), Саломея (1972, по О. Уайльду), «Одним Гамлетом меньше» (1973).

## Работа в театре
Среди сценических постановок Бене, вобравших элементы кукольного театра, кабаре, театральной эстетики Антоненa Арто, были пьесы Марло, Шекспира, Гёте, Гёльдерлина, Мюссе, Клейста, Уайльда, Жарри. Он часто обращался к жанру поэтического спектакля, используя тексты Гомера, Данте, Байрона, Гёльдерлина, Леопарди, Мандзони, Лафорга, Д’Аннунцио, Дино Кампаны. Интерпретаторами театральных поисков Бене, в центре которых стоят понятия «актера-машины» и «театра без спектакля», выступали Жиль Делёз, Пьер Клоссовский.

## Тексты
- Carmelo Bene: Dramaturgie. Sarcelles: Imprimerie Garnier, 1977
- Bene C., Deleuze G. Sovrapposizioni. Milano: Feltrinelli economica, 1978 (фр.изд.: Superpositions. Paris: Les Éditions de Minuit, 1979)
- Opere: con l’Autografia di un ritratto. Milano: Bompiani, 1995.
- Vita di Carmelo Bene. Milano: Bompiani, 2002
- Œuvres complètes. Paris: P.O.L, 2003-

## Публикации на русском языке
- Театр без спектакля: Заметки П. Клоссовски и др. — М.: ВТПО «Союзтеатр», СП «Офсет принт Москва», 1990.